# Mittlere Oder
Das Naturschutzgebiet Mittlere Oder liegt auf dem Gebiet des Landkreises Oder-Spree und der kreisfreien Stadt Frankfurt (Oder) in Brandenburg.
Das Gebiet mit der Kenn-Nummer 1410 wurde mit Verordnung vom 24. Mai 2004 unter Naturschutz gestellt. Das rund 1443 ha große Naturschutzgebiet, in dem der Brieskower See liegt, erstreckt sich nordöstlich und nördlich der Kernstadt von Eisenhüttenstadt entlang der östlich fließenden Oder und entlang der östlich verlaufenden Staatsgrenze zu Polen. Westlich verlaufen die B 112, die Landesstraße L 371 und die L 372. Westlich fließen der Friedrich-Wilhelm-Kanal und der Oder-Spree-Kanal.

## Schutzzweck
Das Naturschutzgebiet dient der Erhaltung wild lebender Pflanzen und Tiere sowie der Wissenschaft.

### Flora
Geschützt werden Schleiergesellschaften, Wasserschwebergesellschaften, wurzelnde Wasserpflanzen-Gesellschaften, Röhrichte, Zwergbinsen-Gesellschaften, Großseggenrieder, Frischwiesen und -weiden sowie Flutrasen und feuchte bis nasse Trittrasen. Dazu kommen verschiedene Pflanzenarten nach § 10 Abs. 2 Nr. 10 des Bundesnaturschutzgesetzes.

### Fauna
Im Naturschutzgebiet „Mittlere Oder“ wird insbesondere auf den Schutz von Bekassine, Drosselrohrsänger, Eisvogel, Flussregenpfeifer, Kiebitz, Kranich, Mittelspecht, Weißstorch, Wendehals, Ringelnatter, Zauneidechse, Moorfrosch und Wechselkröte geachtet.

### Wissenschaft
Des Weiteren dient die Erhaltung wissenschaftlichen Zwecken wie die Untersuchungen der Flora und Fauna sowie der Fließgewässer- und Landschaftsökologie.